# Federico Degetau

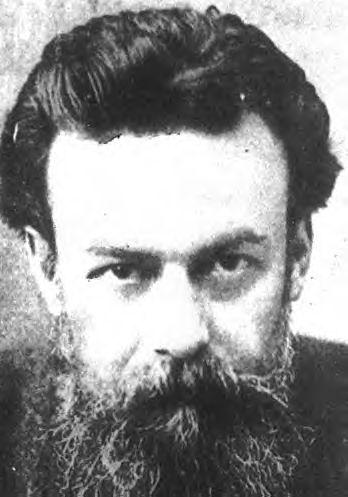
Federico Degetau

Federico Degetau y González (* 5. Dezember 1862 in Ponce, Puerto Rico; † 20. Januar 1914 in Santurce, San Juan, Puerto Rico) war der erste Delegierte Resident Commissioner seiner Heimat im US-Repräsentantenhaus. Neben seinen politischen Aktivitäten arbeitete er auch als Anwalt und Schriftsteller.

## Leben
Degetau besuchte das Zentral-College von Ponce und studierte in Barcelona. An der Universität Complutense Madrid schaffte er einen Abschluss in Jura. Er wurde zur Rechtsanwaltskammer zugelassen und praktizierte in Madrid. Er gründete die Zeitung La Isla de Puerto Rico, um der Kolonialmacht die Notlage Puerto Ricos zu vermitteln.
Degetau kehrte in seine Heimat zurück und war einer der vier Kommissäre, die 1895 unter der Leitung von Luis Muñoz Rivera ausgesandt wurden, um Spanien um Autonomie zu bitten. Die Petition wurde abgelehnt, aber drei Jahre später errichtete der US-Kongress eine zivile Kolonialregierung. Degetau ließ sich in San Juan nieder und arbeitete weiter als Jurist.
1897 wurde er Mitglied des Gemeinderates der Hauptstadt und 1898 ihr Bürgermeister. Im gleichen Jahr vertrat er Puerto Rico als Abgeordneter bei den spanischen Cortes Generales. Nach dem Spanisch-Amerikanischen Krieg ernannte ihn der Militärgouverneur General Guy Vernor Henry 1899 zum Innenminister des ersten Kabinetts unter amerikanischer Herrschaft in Puerto Rico. Dessen Nachfolger, General George Whitefield Davis, berief ihn zum Mitglied des Insular Board of Charities.
Degetau trat in die 1899 gegründete Republikanische Partei der Insel ein. 1899 und 1900 war er erster Vizepräsident des Stadtrates von San Juan, 1900 und 1901 Präsident des Board of Education. Als Republikaner wurde er 1900 zum Resident Commissioner gewählt und zwei Jahre später wiedergewählt. Er war Mitglied des 56., 57. und 58. US-Kongresses. Außerdem gehörte er dem Committee on Insular Affairs an und reichte ein Bundesgesetz ein, das den Puerto-Ricanern die Staatsbürgerschaft der USA ermöglichen sollte, womit er jedoch scheiterte. Da er 1904 nicht wiedergewählt wurde, kehrte er in seine juristische Praxis zurück.
Als Schriftsteller verfasste er die Werke El secreto de la domadora (1886), Que Quijote!, Cuentos para el camino (1894), Juventud (1895) und La Injuria (1893).
Nach seinem Tod 1914 wurde er auf dem Friedhof von San Juan bestattet.